# 落葉集 (辞典)
『落葉集』（らくようしゅう）は、慶長3年（1598年）に長崎で活字出版された国語辞典。イエズス会の宣教師の日本語学習のために編纂された。キリシタン版の一種である。

## 概要
序によれば、従来の辞典には漢字の音と訓の片方しか示さないものが多いので、音訓を常にならべて示すように編纂された。
序に「落索を拾ひあつめ」「色葉集の跡を追ひ」とあり、『落葉集』の名はここから来ている。「落索」うんぬんは、既存の辞書だけでなく、それに漏れた熟字を拾ったことを意味し、熟字が多数採録されている。
字音のいろは順で引く「落葉集」本篇、和訓のいろは順で引く「色葉字集」、漢字の部首順で引く「小玉篇」から構成され、それぞれが互いに補いあうことを意図して作られている。
『節用集』と『倭玉篇』をひとつの本にあわせ、また『節用集』を字の音と訓によって2つに分けたという点で画期的な著書である。
キリシタン版の書物の多くはキリスト教の禁制された江戸時代には禁止されたが、『落葉集』は禁制中も日本で行われ、カール・ツンベルク『日本紀行』の中に1776年に江戸で見たことが言及されている。

## 構成
『落葉集』にはラテン語で書かれた表紙（『RACVYOXV』と題する）がついているが、それ以外はすべて和字（漢字と平仮名）で印刷されている。漢字は行草体で、仮名に濁点と半濁点が使用されているところに特徴がある。『落葉集』は半濁点を使用した最初の印刷物といわれるが、一部おかしな所についているものがある。
前後2篇に分かれる。前篇は序、「落葉集」の本体（「落葉集本篇」と称される）と、「色葉字集」からなる。後篇は「小玉篇」とその目録からなる。
「落葉集本篇」は62葉からなり、字音のいろは順に漢字が並べられる。ただし、「ゐ・お・え」は「い・を・ゑ」に統合されているため、44字になっている。各字の後ろにはその字ではじまる熟字を羅列する。右に字音を、左に和訓をいずれも平仮名で記す。同じ仮名ではじまるものは、清音を先、濁音を後に記し、2字以上の仮名からなる語はポルトガル式ローマ字つづりのアルファベット順に配列する傾向が見られるが、揺れも多い。だいたい「わ」のあたりからアルファベット順が確立するが、不統一なところも見られる。森田武によると、母字は1672、熟字11,823がある。熟字の数は古辞書のうちで抜群に多い。本篇の後に数字（一から十まで、廿、卅、百、千、万、億）および大字を羅列している。
「色葉字集」は23葉からなり、和訓のいろは順に漢字が並べられ、字の右に訓、左に音、下にほかの訓を、いずれも平仮名で記す。同じ仮名ではじまるものは、漢字1字の語を先に、2字以上の熟字を後に配列する。同じ仮名ではじまる文字は、単字のものは部首により、熟字は節用集のように意味に従って配列しようとした形跡がある。ラ行音ではじまる訓は存在しない。最後に「百官并唐名之大概」、「日本六十余州」（国尽）が付属する（4葉）。
「小玉篇」は目録2葉、本文17葉からなり、部首順に漢字を並べて、字の左に訓、右に音、下にそれ以外の訓を並べている。「小玉篇」という題は『倭玉篇』に由来するが、『倭玉篇』とは必ずしも似ていない。独自の105部首（ただし24は欠番、最終105は「類少字」と称して他の部首に属しないものをまとめている）を立てている。各部首の名称が平仮名で記されている。類少字の後に「十干之異名・十二支之異名」が続く。本来の部首とは無関係に、行草体で類似した字体の一部をもつものを並べている。またひとつの文字が複数の部首に重出することがあり、たとえば「窺」は「穴・矢・見」の3つの部首に重出する。山田俊雄は複数の訓を記した字について、「落葉集本篇」の大部分は左の訓を使っていることを明らかにし、これがその字の「定訓」というべきものであるとした。

## 印刷
『落葉集』は金属活字で印刷されている。漢字仮名交じり連綿体の活字化は日本に先がけたものである。
キリシタン版にはラテン文字のものと和字（漢字・仮名）のものがあるが、後者には片仮名（1点のみ）、大字の平仮名、小字の平仮名のものがある。大字の活字は天正19年（1591年）「どちりいな・きりしたん」と文禄2年（1593年）?の「ばうちずもの授けやう」の2点のみが知られる。その後5年間にわたって和字の出版物はなく、1598年になって小字の活字の本が出現する。『落葉集』はその最初のものである。

## 諸本
現在までに、断簡を別にして以下の6本が知られている。印刷物であるにもかかわらず、これら諸本の間には細かい違いがあることが知られており、また手書きによる書き込みもある。
| 天理図書館蔵本                     | 長らく未公開だったが、天理図書館の所蔵となり、1985年に重要文化財に指定された。1986年に写真版が出版され、はじめて全貌が明らかになった。ラテン文字による表紙を欠く。 |
| ローマのイエズス会本部蔵本         | |
| 大英図書館本                       | アーネスト・サトウが江戸の達磨屋で入手し、イギリスに帰国した1885年に大英博物館に寄贈したもの。表紙を欠く。虫害により状態が悪い。                                   |
| スコットランド、クロフォード家蔵本 | 小玉篇が色葉字集の前に挿入されている。 |
| パリ国立図書館本                   | パリ国立図書館の所蔵になり、小玉篇を欠く。 |
| ライデン大学図書館本               | ライデン大学のヨセフス・スカリゲルが1605年に東インド会社から入手したもの。小玉篇を欠く。第3葉が欠落、第6葉が重複している。                                         |

### 関連文献
- 森田武「落葉集本篇の組織について」『国語学』第13/14号、1953年、51-62頁。
- 今野真二「仮名文字遣いからみた「落葉集」：「は」「わ」の場合」『国文学研究』第115号、早稲田大学国文学会、1995年、108-119頁。
- 今野真二「『落葉集』の仮名文字遣について：「か」「た」「に」「へ」「み」に関して」『国語文字史の研究3』和泉書院、1996年、119-135頁。ISBN 4870887886。
- 今野真二「二つの仮名使い：キリシタン版『落葉集』の場合」『国文学研究』第192号、早稲田大学国文学会、2020年、109-121頁。
- 今野真二「『落葉集』の二つの訓」『國學院雜誌』第121巻第12号、2020年、19-37頁。
- 山本真吾「落葉集」『悠久』第143号、おうふう、2015年、28-38頁。